# Месения
Месения (на гръцки: Μεσσηνία) е един от бившите номи на Гърция до 2011 г., а от 1 януари 2011 г. според новото административно деление на Гърция (плана „Каликратис“) вече е една от 74-те областни единици на страната.

## География
Месения се намира в югозападната част на полуостров Пелопонес. На изток се отделя от Лакония чрез граничния хребет Тайгет, на юг се мие от Месинския залив, на запад достига Йонийско море, на север граничи с Елида, а на североизток - с Аркадия.
До 2011 г. Месения е била ном, в състава на който са влизали 29 деми. От 2011 г. според новата реформа в административното деление на Гърция Месения е обявена за област, в която влизат 6 общини с общо население 176 876 души.

## Месения в Античността
Тук се намира град Пилос, който според Омир е родина на Нестор, прочут пълководец и съветник на елините през Троянската война. В резултат на Месенските войни областта е покорена от Спарта, но е освободена през 369 пр.н.е. по време на една от кампаниите на Епаминонд. В същата година е основан и едноименният град Месена. През 1 век пр.н.е. Месения става част от римската провинция Ахея.